# Harald Geißler
Harald Geißler (* 1950) ist Professor für Allgemeine Pädagogik, insbesondere Berufs- und Betriebspädagogik an der Helmut-Schmidt-Universität / Universität der Bundeswehr Hamburg.

## Leben
Harald Geißler studierte 1969 – 1973 Erziehungswissenschaft und Psychologie sowie Deutsch und Geschichte an der Universität Münster. Er schloss sein Lehrerstudium mit dem ersten Staatsexamen ab und begann 1973 mit einer Dissertation über Theorien der Unterrichtsmethode. Nach seiner Promotion 1976 lehrte und forschte er als Wiss. Mitarbeiter weiter an der Universität Münster, wo er sich 1985 schließlich auch habilitierte. Im gleichen Jahr wurde er an die Helmut-Schmidt-Universität/Universität der Bundeswehr Hamburg für das Fach Allgemeine Pädagogik, insbesondere Berufs- und Betriebspädagogik, berufen. Er leitete den Lehrstuhl bis zu seiner Emeritierung 2015. Seine Forschungsschwerpunkte waren bzw. sind Organisationsentwicklung, Organisationslernen, Beratung & Coaching, und er hat langjährige praktische Erfahrungen als Organisationsberater und Führungskräftetrainer sowie als Coach.

## Thematische Schwerpunkte und Wirken
Harald Geißler gilt im deutschsprachigen Rahmen als Wegbereiter der Organisationspädagogik. Er ist Mitbegründer und -initiator der Sektion Organisationspädagogik der deutschen Gesellschaft für Erziehungswissenschaft (DGfE).
In seiner 2000 erschienene Monographie „Organisationspädagogik“ sowie in zahlreichen Aufsätzen, setzt er sich dafür ein, das Konzept der Subjektivität nicht nur auf einzelne Organisationsmitglieder zu beziehen, sondern gleichermaßen auf die Organisation anzuwenden. In diesem Sinne betrachtet er die Organisation als lernbedürftiges und -fähiges Kollektivsubjekt.
Auf dieser Grundlage integrierte er das von der Psychologie dominierte Feld des Coachings in die Organisations- und Erwachsenenpädagogik und entwickelte 2004 das weltweit erste digitale Coaching-Tool. Damit wurde er zum Pionier des Online-Coachings und gründete ein Ausbildungsinstitut für Online-Coaching.

## Schriften (Auswahl)
- Grundlagen des Organisationslernens. 2. durchgesehene Aufl., Dt. Studien Verlag. Weinheim 1995. ISBN 3-89271-473-8.
- Hrsg.: Organisationslernen und Weiterbildung. Die strategische Antwort auf die Herausforderungen der Zukunft. Luchterhand Verlag. Neuwied 1995. ISBN 3-472-02063-6.
- Hrsg.: Weiterbildungsmarketing. Luchterhand Verlag. Neuwied 1997. ISBN 3-472-02979-X.
- Hrsg.: Unternehmensethik, Managementverantwortung und Weiterbildung. Luchterhand Verlag. Neuwied 1997. ISBN 3-472-02715-0.
- Organisationspädagogik: Umrisse einer neuen Herausforderung. Verlag Vahlen. München 2000. ISBN 3-8006-2585-7.
- Hrsg.: Balanced Organization. Die Kunst, ausgleichend zu führen. Verlag Wolters Kluwer. Wiesbaden 2002. ISBN 3-472-05233-3.
- mit Thomas Sattelberger: Management wertvoller Beziehungen. Gabler Verlag. Wiesbaden 2003. ISBN 3-409-12428-4.
- E-Coaching. Schneider Verlag Hohengehren. Baltmannsweiler 2008. ISBN 978-3-8340-0423-9.
- Hrsg., mit Maren Metz: E-Coaching und Online-Beratung. Formate, Konzepte, Diskussionen. Verlag Springer Fachmedien. Wiesbaden 2012. ISBN 978-3-531-19155-3.
- Mit Robert Wegener: Bewertung von Coachingprozessen. Verlag Springer Fachmedien. Wiesbaden 2015. ISBN 978-3-658-04139-7.
- Die Grammatik des Coachens. Eine Empirische Rekonstruktion. Verlag Springer Fachmedien. Wiesbaden 2017. ISBN 978-3-658-09639-7.
- Mit Andreas Broszio, Michael Fritsch, Volker Naumann, Vesna Sadowski: Bedeutsame Momente und Erfolgsfaktoren im Online-Coaching: Grundlagen – Erfahrungsberichte – Analysen. Verlag Springer Fachmedien. Heidelberg 2022. ISBN 978-3-658-38592-7.
- Mit Stefanie Rödel: Praxishandbuch professionelles Online-Coaching: Mit Online-Materialien. Mit E-Book inside. Verlag Beltz. Weinheim 2023. ISBN 978-3-658-09639-7.